# 矢崎桜子
矢崎 桜子（やざき さくらこ、2004年1月19日 - ）は、日本の女子ラグビーユニオン選手。

## プロフィール
- ポジションはウィング(WTB)[1]。
- 身長 156cm、体重 53kg
- 7人制女子日本代表に選ばれたことがある[2]。

## 略歴
2022年、関東学院六浦高校卒業後、青山学院大学に入る。